# Down by the Jetty
Down by the Jetty è il primo album in studio del gruppo musicale inglese Dr. Feelgood, pubblicato nel 1975.

## Tracce
Tutte le tracce sono state composte da Wilko Johnson, eccetto dove indicato.

1. She Does It Right - 3:25
2. Boom Boom (John Lee Hooker) - 2:45
3. The More I Give - 3:27
4. Roxette - 2:58
5. One Weekend - 2:17
6. That Ain't the Way to Behave - 3:58
7. I Don't Mind - 2:37
8. Twenty Yards Behind - 2:13
9. Keep It Out of Sight - 3:02
10. All Through the City - 3:04
11. Cheque Book (Mickey Jupp) - 4:08
12. Oyeh! (Mick Green) - 2:32
13. Bony Moronie / Tequila (Larry Williams) / (Danny Flores) - live recording - 4:50

## Formazione
- Lee Brilleaux - voce (1, 3-5, 7, 9-13), chitarra, armonica, slide guitar
- Wilko Johnson - chitarra, piano, cori, voce (2, 6, 8)
- John B. Sparks - basso
- John Martin, aka "The Big Figure" - batteria

Ospiti
- Bob Andrews - organo (3), sassofono (13)
- Brinsley Schwarz - sassofono (13)